# Joseph Meunier d’Haudimont
Joseph Meunier d’Haudimont (* 1751 in Paris; † wahrscheinlich nach 1789 ebenda) war ein französischer Komponist.

## Leben
D’Haudimont wurde 1751 in Paris geboren und einige Jahre später zum Chorknaben an der Saint-Eustache-Kirche. In Soissons wurde er zum Seminaristen, bevor er im Alter von 19 Jahren nach Paris zurückkehrte, dem Chor von Notre-Dame beitrat und beim dortigen Musikmeister Louis Homet Unterricht über Harmonik und Komposition erhielt. Von 1782 bis 1788 bekleidete er das freigewordene Amt des Maître de musique an Saints-Innocents (bzw. durch die Vereinigung dann an St-Jacques-de-la-Boucherie) und gründete eine Kompositionsschule, einer der Schüler war François-Louis Perne. Der Musikbiograph Fétis beschreibt den Abbé d’Haudimont zudem als angenehmen Violinisten. Vermutlich starb d’Haudimont in den Wirren der Französischen Revolution zu einem Zeitpunkt ab 1789.

## Werke
Das Werk d’Haudimonts umfasst unter anderem Chormusik, Violinsonaten und -konzerte, Streichquartette, sowie einiges an Kirchenmusik, z. B. Messen, Motetten, Magnificat und Alma. Ebenso schrieb er eine Instruction abrégée pour la composition (deutsch: verkürzte Anleitung für das Komponieren). In seiner Musik sind noch Barockelemente vorzufinden, Fétis charakterisiert d’Haudimonts Werk als im schlechten französischen Stil seiner Epoche geschrieben und an der verlegenen Harmonik erkennbar.